# French Guiana International 2023
Die French Guiana International 2023 im Badminton wurden vom 13. bis zum 17. Dezember 2023 in Matoury ausgetragen. Es war die Erstauflage dieser Turnierserie.

## Sieger und Platzierte
| Disziplin    | Gold                             | Silber                         | Bronze                       |
| ------------ | -------------------------------- | ------------------------------ | ---------------------------- |
| Herreneinzel | Howard Shu                       | Camilo Borst                   | Bons Vincent                 |
| Herreneinzel | Howard Shu                       | Camilo Borst                   | Sören Opti                   |
| Dameneinzel  | Kate Ludik                       | Chequeda De Boulet             | Taise Marais                 |
| Dameneinzel  | Kate Ludik                       | Chequeda De Boulet             | Elize Nijean                 |
| Herrendoppel | Sören Opti Mitchel Wongsodikromo | Dimitri Antony Bons Vincent    | Peter Dirifo Damian Nijbroek |
| Herrendoppel | Sören Opti Mitchel Wongsodikromo | Dimitri Antony Bons Vincent    | Kervei Chen Jordan Lee       |
| Mixed        | Peter Dirifo Elize Nijean        | Florian Cormenier Taise Marais | Timeo Dejou Elize Colpin     |